# Miss Nuova Zelanda
Miss Nuova Zelanda è il titolo con cui vengono identificate le rappresentanti della Nuova Zelanda nei concorsi di bellezza internazionali come Miss Universo e Miss Mondo.

## Albo d'oro

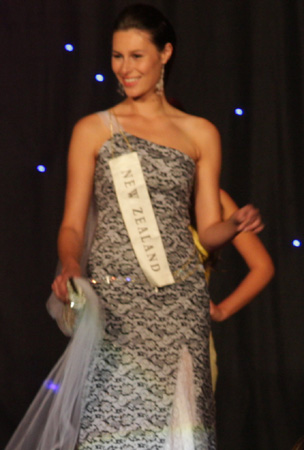
Kahurangi Taylor, Miss Mondo Nuova Zelanda 2008.

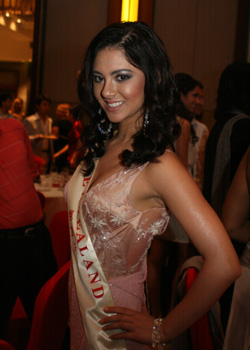
Stephanie Dods, Miss Mondo Nuova Zelanda 2007.

| Anno | Rappresentante per Miss Universo | Rappresentante per Miss Mondo |
| ---- | -------------------------------- | ----------------------------- |
| 2012 | Avianca Böhm/Talia Bennett       | Collette Lochore              |
| 2011 | Priyani Puketapu                 | Mianette Broekman             |
| 2010 | Ria van Dyke                     | Cody Yerkovich                |
| 2009 | Katie Taylor                     | Magdalena Schoeman            |
| 2008 | Samantha Powell                  | Kahurangi Taylor              |
| 2007 | Laural Barrett                   | Stephanie Maria Dods          |
| 2006 | Elizabeth Gray                   |                               |
| 2005 |                                  | Kay Anderson                  |
| 2004 |                                  | Amber Peebles                 |
| 2003 | Sharee Adams                     | Melanie Paul                  |
| 2002 |                                  | Rachel Huljich                |
| 2001 | Kateao Nehua Jackson             | Amie Hewett                   |
| 2000 | Tonia Peachey                    | Katherine Allsopp-Smith       |
| 1999 | Kristy Wilson                    | Coralie Warburton             |
| 1998 | Rosemary Rassell                 | Tanya Hayward                 |
| 1997 | Marina McCartney                 | Lauralee Martinovich          |
| 1996 | Sarah Brady                      |                               |
| 1995 | Shelley Edwards                  | Sarah Brady                   |
| 1994 | Nicola Brighty                   | Shelley Edwards               |
| 1993 | Karly Kinnaird                   | Nicola Brighty                |
| 1992 | Lisa Maree de Montalk            | Karly Kinnaird                |
| 1991 |                                  | Lisa Maree de Montalk         |
| 1990 |                                  | Adele Kenny                   |
| 1989 | Shelley Soffe                    | Helen Rowney                  |
| 1988 | Lana Coc-Kroft                   | Lisa Corban                   |
| 1987 | Ursula Kim Ryan                  | Karyn Meltcaf                 |
| 1986 | Christine Atkinson               | Sheri Burrow                  |
| 1985 | Claire Glenister                 | Claire Glenister              |
| 1984 | Tania Clague                     | Barbara McDowell              |
| 1983 | Lorraine Downes (Vincitrice)     | Maria Sando                   |
| 1982 | Sandra Helen Dexter              | Susan Jane Mainland           |
| 1981 | Donella Thomsen                  | Raewyn Marcroft               |
| 1980 | Delyse Nottle                    | Vicky Lee Hemi                |
| 1979 | Andrea Kake                      | Nicola Duckworth              |
| 1978 |                                  | Lorian Dawn Tangney           |
| 1977 |                                  | Michele Jean Hyde             |
| 1976 |                                  | Anne Clifford                 |
| 1975 |                                  | Janet Nugent                  |
| 1974 |                                  | Sue Nicholson                 |
| 1973 |                                  | Pamela King                   |
| 1972 |                                  | Kristine Allan                |
| 1971 |                                  | Linda Ritchie                 |
| 1970 |                                  | Glenys Treweek                |
| 1969 |                                  | Carole Robinson               |
| 1968 |                                  | Christine Antunovic           |
| 1967 |                                  | Pamela McLeod                 |
| 1966 |                                  | Heather Gettings              |
| 1965 |                                  | Gay Phelps                    |
| 1964 |                                  | Lyndal Ursula Cruickshank     |
| 1963 |                                  | Elaine Miscall                |
| 1962 |                                  | Maureen Te Rangi Rere         |
| 1961 |                                  | Leone Mary Main               |
| 1956 |                                  | Jeannette de Montalk          |